# Oude Molen (Meldert)
De Oude Molen is een voormalige watermolen in de Belgische gemeente Lummen. De molen stond op de Zwarte Beek, aan de Geenrodestraat 16 in het Meldertse gehucht Geenrode.
Deze onderslagmolen fungeerde als korenmolen.

## Geschiedenis
Reeds vóór 1365 moet een molen op deze plaats hebben bestaan, want in dat jaar werd hij voor het eerst vermeld. Het was toen een banmolen van de Heren van Meldert. Ook na de Franse tijd bleef de molen nog in handen van genoemde familie, toen Arrazola de Oñate. Doch deze verkocht de molen, waarop hij in handen van particulieren geraakte en meermaals van eigenaar wisselde. In 1912 kocht Victor Porters de molen. Hij installeerde een stoommachine, later een op stookolie lopende motor. In 1964 stopte het maalbedrijf, maar het binnenwerk (twee steenkoppels en een haverpletter) bleef bewaard. Het (houten) rad werd echter verwijderd.
In 2011 herbouwde de toenmalige eigenaar het molenaarshuis.
Het huidige molenhuis is een bakstenen gebouw onder zadeldak, dat haaks op de stroom staat en het rad dus aan de kopse zijde had.